# Ma cà rồng Richmond

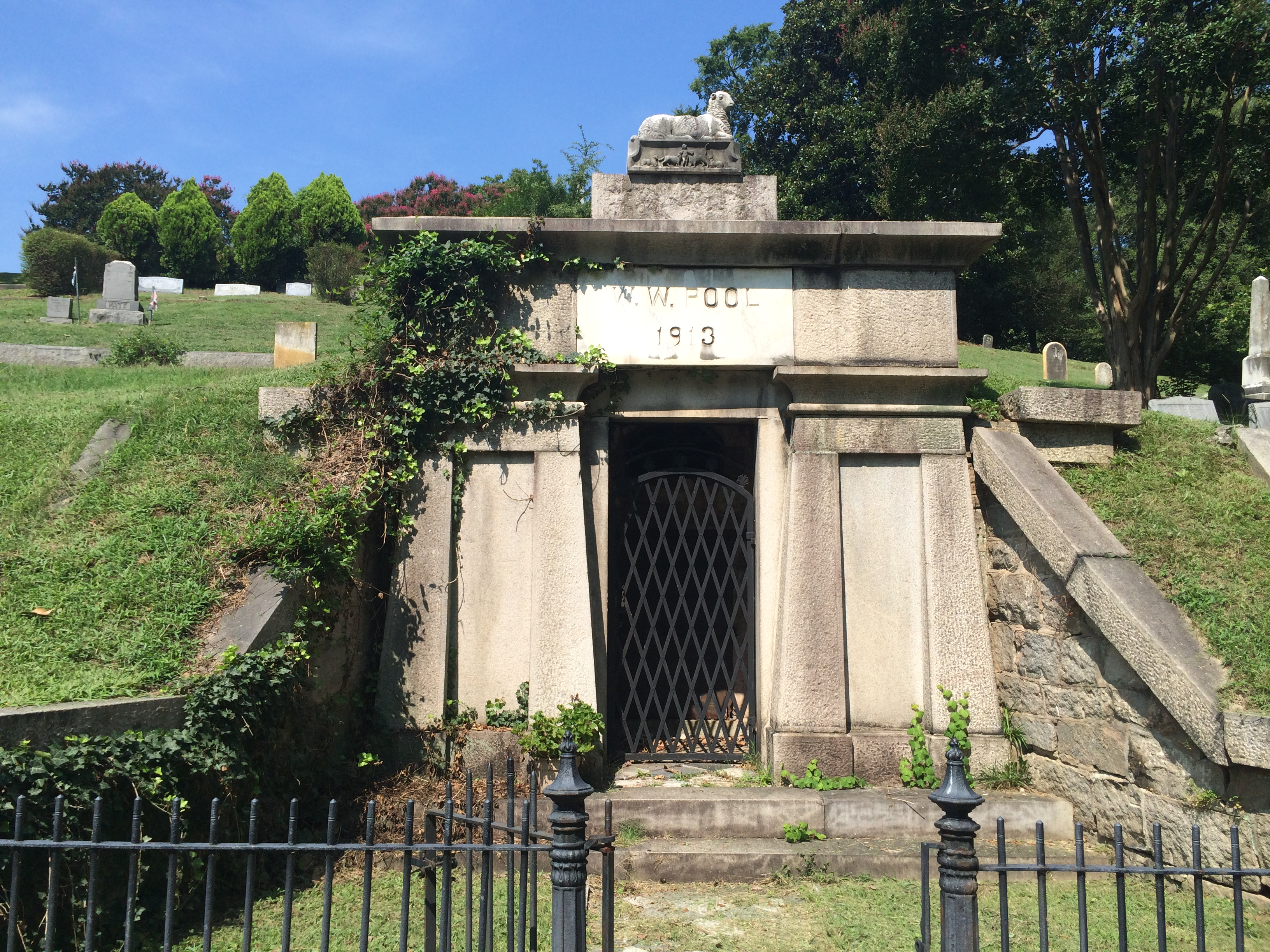
Mộ của William Wortham Pool ở Nghĩa trang Hollywood

Ma cà rồng Richmond (còn gọi theo tên địa phương là Ma cà rồng Hollywood) là truyền thuyết thành thị gần đây xuất xứ từ Richmond, Virginia.
Cư dân địa phương cho rằng lăng mộ của William Wortham Pool (xây từ năm 1913) ở Nghĩa trang Hollywood lưu giữ hài cốt của một con ma cà rồng. Pool được cho là đã biến mất khỏi nước Anh vào thập niên 1800 vì là ma cà rồng. Những truyền thuyết truyền miệng về hiệu ứng này vốn được lưu hành vào thập niên 1960. Khả năng dạng truyền thuyết này bị kiến trúc của lăng mộ vốn chứa cả yếu tố Hội Tam Điểm và Ai Cập cổ đại ảnh hưởng, và cặp đôi chữ W trông giống như những chiếc răng nanh. Do nghĩa trang này tiếp giáp với Đại học Virginia Commonwealth đã khiến cho câu chuyện khá phổ biến trong giới sinh viên, đặc biệt là từ thập niên 1980 trở đi. Câu chuyện này lần đầu tiên được nhắc đến trên tờ báo sinh viên Commonwealth Times vào năm 1976.
Kể từ năm 2001, câu chuyện về ma cà rồng được kết hợp với vụ sập đường hầm Church Hill thuộc tuyến Đường sắt Chesapeake và Ohio bên dưới khu Church Hill, một khu phố phía đông Richmond, Virginia vốn là nơi chôn sống vài người công nhân vào ngày 2 tháng 10 năm 1925. Phần này của câu chuyện được đăng lên mạng vào năm 2001 và kể lại lần đầu tiên vào năm 2007 trong ấn phẩm nhan đề Haunted Richmond: The Shadows of Shockoe.
Theo câu chuyện mới hơn, việc đào đường hầm này làm đánh thức một tên ác nhân cổ xưa sống bên dưới khu Church Hill và khiến cả đoạn đường hầm đổ sụp xuống đám công nhân đang làm việc. Các đội cứu hộ đã tìm thấy một sinh vật dính đầy máu với hàm răng lởm chởm và lớp da treo trên cơ thể vạm vỡ đang cúi mình trên một trong những nạn nhân. Sinh vật này vội đào thoát ra khỏi hang và chạy về phía sông James. Bị một nhóm người truy đuổi, sinh vật này bèn náu mình tại Nghĩa trang Hollywood (cách đó 2,2 dặm) rồi đột nhiên biến mất trong một lăng mộ được xây dựng trên sườn đồi mang tên W. W. Pool.
Theo lời Gregory Maitland, một nhà nghiên cứu văn hóa dân gian và truyền thuyết thành thị thuộc nhóm nghiên cứu hiện tượng huyền bí Night Shift và và Hội Nghiên cứu Ma ám Virginia, "sinh vật" thoát khỏi vụ sập hầm thực ra là lính cứu hỏa đường sắt 28 tuổi tên Benjamin F. Mosby (1896-1925) đang xúc than vào hộp lửa của đầu máy hơi nước thuộc một đoàn tàu công vụ mà không mặc áo khi xảy ra vụ sập hang và lò hơi bị vỡ. Phần trên cơ thể của Mosby bị đóng vảy khủng khiếp và một số chiếc răng của anh ta đã bị gãy trước khi nạn nhân đi qua lỗ mở của đường hầm. Các nhân chứng cho biết Mosby bị sốc khi chứng kiến lớp da của mình đang treo trên cơ thể. Về sau, Mosby qua đời trong Bệnh viện Grace và được chôn cất tại Nghĩa trang Hollywood.